# Eodorcadion jakovlevi
Eodorcadion jakovlevi là một loài bọ cánh cứng trong họ Cerambycidae.